# 矢部町 (横浜市)
矢部町（やべちょう、英: Yabe-chō）は、横浜市戸塚区の町名。丁番を持たない単独町名である。住居表示未実施。

## 地理
戸塚区北東部に位置し、面積は1.110km²。町中央部を南北に戸塚道路が通り、東側を南北に東日本旅客鉄道（JR東日本）東海道本線が通る。
戸塚道路と東海道本線で町が分断されている格好になる。特に東海道本線を越えて町内東西を行き来できるのは、横断歩道橋1箇所であり、徒歩以外では一旦町域外に出ないと不可能である。
南端は長後街道に接しており、横浜市営地下鉄ブルーラインが地下を通る。

### 字名
| - 矢部町 - 台 - 後ヤキワ - 中溝 - ヤキワ - 川端 - 池田 - 竹之下 - 峯 - 孫七谷 - 藏坪 - 柳作 - 越 - 柳作越 - 越ノ下 - 峯ノ下 - 宮ノ前 - 榎久保 - 辻 - 鳥ケ谷 | - 脇ノ前 - 脇ノ谷 - 久根下 - 西ノ谷 - 西之前 - 七廻り - 配郷 - 日之森 - 布袋ケ谷 - 風早 - 猿ケ谷 - 谷原 - 明神谷 - 大久保 - 大谷 - 寄ケ下 - 図書屋敷 - 池ノ谷 - 原 |

### 地価
住宅地の地価は、2025年（令和7年）1月1日の公示地価によれば、矢部町字後日之森1420番58の地点で23万2000円/m²、矢部町字後ヤキワ135番10の地点で44万円/m²、矢部町字後日之森谷1630番9外の地点で14万円/m²、矢部町字宮下418番1の地点で13万9000円/m²、矢部町字中谷2121番3の地点の地点で15万3000円/m²、矢部町字中谷2121番3の地点で22万4000円/m²となっている。

## 歴史
かつての東海道の戸塚宿の一部で、矢部町、戸塚町、吉田町を戸塚三ヶ町といった。
- 1889年（明治22年）の町村制施行の際、矢部町は戸塚町・吉田町と合併、鎌倉郡戸塚町大字矢部町となった。
- 1939年（昭和14年）4月1日に横浜市戸塚区に編入され、戸塚区矢部町が新設された。

### 地名の由来
地名の由来は、矢作部と呼ばれる矢の製造を行う職能集団が住んでいたことと言われている

## 世帯数と人口
2025年（令和7年）6月30日現在（横浜市発表）の世帯数と人口は以下の通りである。
| 町丁   | 世帯数    | 人口     |
| ------ | --------- | -------- |
| 矢部町 | 8,172世帯 | 16,724人 |

### 人口の変遷
国勢調査による人口の推移。
| 年                 | 人口   |
| ------------------ | ------ |
| 1995年（平成7年）  | 12,288 |
| 2000年（平成12年） | 14,208 |
| 2005年（平成17年） | 15,080 |
| 2010年（平成22年） | 15,153 |
| 2015年（平成27年） | 15,739 |
| 2020年（令和2年）  | 16,411 |

### 世帯数の変遷
国勢調査による世帯数の推移。
| 年                 | 世帯数 |
| ------------------ | ------ |
| 1995年（平成7年）  | 4,858  |
| 2000年（平成12年） | 5,834  |
| 2005年（平成17年） | 6,364  |
| 2010年（平成22年） | 6,616  |
| 2015年（平成27年） | 7,016  |
| 2020年（令和2年）  | 7,488  |

## 学区
市立小・中学校に通う場合、学区は以下の通りとなる（2024年11月時点）。
| 番地 | 小学校               | 中学校             |
| --- | -------------------- | ------------------ |
| 1〜43番地、45〜46番地、48〜51番地、53番地 56〜86番地、88番地、91番地、93番地、96〜132番地 135〜230番地、265〜290番地、292〜443番地 453〜454番地、456〜462番地、600〜603番地 3001番地、3003番地、3005〜3008番地                      | 横浜市立東戸塚小学校 | 横浜市立舞岡中学校 |
| 231〜264番地、291番地、444〜452番地、455番地 463〜599番地、604〜1098番地 1108番地〜1109番地の2、1109番地の6〜9・14〜終り 1113〜1211番地、1215番地〜1221番地の7 1221番地の9〜1632番地、1635〜2058番地 2060〜2062番地、2094〜2322番地 | 横浜市立矢部小学校   | 横浜市立戸塚中学校 |
| 1633〜1634番地 | 横浜市立東汲沢小学校 | 横浜市立戸塚中学校 |
| 1099〜1107番地、1109番地の3〜5・10〜13 1110〜1112番地、1212〜1214番地、1221番地の8 2059番地、2063〜2080番地、2082〜2083番地 2086〜2093番地                                                                                          | 横浜市立鳥が丘小学校 | 横浜市立領家中学校 |

## 事業所
2021年（令和3年）現在の経済センサス調査による事業所数と従業員数は以下の通りである。
| 町丁   | 事業所数  | 従業員数 |
| ------ | --------- | -------- |
| 矢部町 | 231事業所 | 1,615人  |

### 事業者数の変遷
経済センサスによる事業所数の推移。
| 年                 | 事業者数 |
| ------------------ | -------- |
| 2016年（平成28年） | 234      |
| 2021年（令和3年）  | 231      |

### 従業員数の変遷
経済センサスによる従業員数の推移。
| 年                 | 従業員数 |
| ------------------ | -------- |
| 2016年（平成28年） | 1,600    |
| 2021年（令和3年）  | 1,615    |

## 交通
町内に鉄道駅はないが、JR・横浜市営地下鉄戸塚駅、横浜市営地下鉄踊場駅が近接または徒歩圏内である。また、戸塚駅に向かう神奈中バスが利用できる。

## 施設
- 横浜未来看護専門学校
- 横浜市立矢部小学校
- 横浜矢部郵便局
- 谷矢部池公園
- 旧ウィトリッヒ邸（横浜市認定歴史的建造物、非公開）

## その他

### 日本郵便
- 郵便番号 : 244-0002[3]（集配局：戸塚郵便局[23]）

### 警察
町内の警察の管轄区域は以下の通りである。
| 町名   | 街区 | 警察署     | 交番           |
| ------ | ---- | ---------- | -------------- |
| 矢部町 | 一部 | 戸塚警察署 | 戸塚駅西口交番 |
| 矢部町 | 一部 | 戸塚警察署 | 不動坂交番     |